# Siamois (chat)
Pour les articles homonymes, voir Siamois.
Pour un article plus général, voir Chat.
Le Siamois est une race de chat originaire de Thaïlande.
Les premiers Siamois sont arrivés en Grande-Bretagne au milieu du XIXe siècle. Leur succès est tel qu'ils arrivent vite aux États-Unis. À cette époque, seuls les seal point étaient reconnus mais petit à petit s’est ajoutée une très large palette de couleurs. La race a connu une grande évolution dans les années 1970 quand les éleveurs ont accentué ses caractéristiques physiques. Les Américains ont recherché un corps plus élégant et une tête plus longue. Les Anglais, eux, préférèrent travailler le positionnement des oreilles, plus basses et plus grandes, et la forme orientale des yeux. Aujourd’hui, les meilleurs Siamois combinent les qualités des chats américains et des chats anglais.
L'origine se trouve dans le Sud-Est de l'Asie : la race pourrait descendre des chats sacrés des temples de Siam (d'où leur nom). Ces chats étaient déjà représentés dans certains manuscrits retrouvés à Ayutthaya (ancienne capitale du Siam) et datant de 1350. Un naturaliste allemand a également décrit des chats aux extrémités foncées dans le courant du XIXe siècle.
On dit que ce chat était sacré pour les rois du Siam et qu'ils étaient précieusement gardés au palais et réservés aux membres de la famille royale. D'autres légendes racontent au contraire qu'à l'arrivée des Anglais et des Français, le roi avait caché ses chats préférés, des Khao Manee, et donna des Siamois en cadeaux aux étrangers en les faisant passer pour sacrés et éviter ainsi d'être volé de ses véritables chats porte-bonheur.
La race a été observée pour la première fois hors de son berceau asiatique en 1884, lorsque le consul-général britannique à Bangkok, Edward Blencowe Gould, rapporta un couple de chats Siamois en Angleterre pour sa sœur, Mme Veley (qui sera plus tard la cofondatrice du Club de chats Siamois en 1901). Les chats furent montrés au Crystal Palace en 1885 et, l'année suivante, un autre couple de chats fut rapporté par une certaine Mme Vyvyan et sa sœur. Un petit nombre de chats fut rapporté dans les années qui suivirent ; ils formèrent ainsi la base de la race entière en Grande-Bretagne.
Un Français nommé Auguste Pavie rapporta également des Siamois en 1885 ainsi qu'un certain M. Oustalet, professeur au Muséum d'Histoire Naturelle de Paris.
Le premier standard de la race fut édité en 1892 par le GCCF. Deux ans plus tôt, le Siamois était exporté vers les États-Unis. La création de clubs de passionnés ne tarda pas à suivre en Angleterre dès 1901.
Dès les années 1950, le Siamois connaît une grande popularité et son physique change. Le corps et les pattes s'allongent et s'affinent, la queue également, les oreilles s'agrandissent. Dès les années 1980 le Siamois dit « traditionnel » est de moins en moins populaire et le standard s'adapte au nouveau physique du Siamois moderne. Cependant, quelques éleveurs militent pour la préservation du Siamois originel. À la fin des années 1980, la création de la race Thaï permet aux éleveurs de présenter des Siamois plus proches du physique originel, d'où le surnom de siamois ancien ou traditionnel attribué fréquemment au Thaï.

## Historique

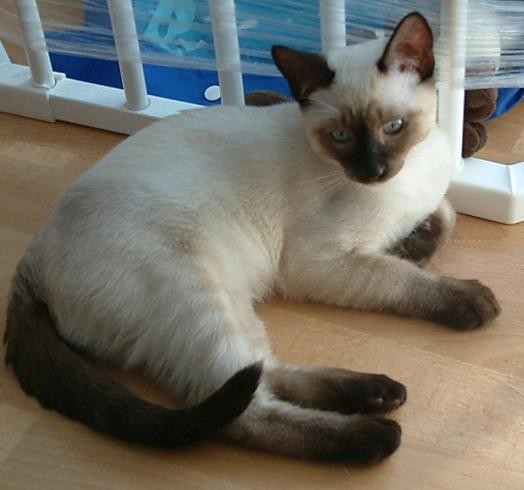
Chaton thaï.

À l'origine le vrai chat siamois présente une tête ronde, son corps est robuste et sa musculature athlétique. Depuis les années 1960, certains éleveurs ont sensiblement fait évoluer la race, en la croisant avec des sujets orientaux. Ils ont ainsi allongé la tête, agrandi les oreilles et affiné le corps.
L'origine du siamois est considérée comme lointaine, bien que son apparition exacte soit inconnue. Les premiers témoignages de chats au patron colourpoint proviennent du royaume du Siam. Des manuscrits découverts à Ayutthaya du milieu du XIVe siècle, les Tamra Maew, décrivent des chats colourpoints. Des représentations de ces races anciennes se retrouvent dans l'art asiatique, et certaines œuvres thaïlandaises peuvent à présent être interprétées comme des siamois ou des korats. Propriété exclusive de la famille royale thaïlandaise, le siamois est considéré comme sacré : il gardait les temples, sans jamais sortir de l'enceinte du palais.

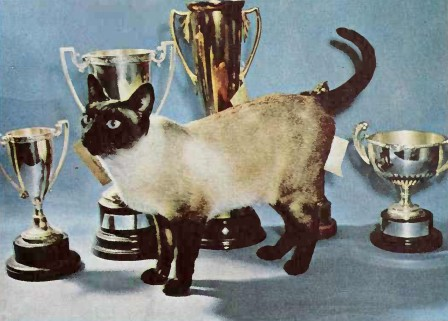
Un champion siamois posant avec ses trophées.

Des chats présentant les marques caractéristiques du siamois sont décrits par Peter Simon Pallas en Russie en 1793, mais il est difficile de savoir s'ils venaient du Siam ou si des chats colourpoint ont toujours existé en Asie orientale. Les premiers siamois sont importés en Grande-Bretagne au cours du XIXe siècle, d'abord en 1871 où ils intriguèrent fortement le public puis en 1884 un couple fut importé par le Major Owen Gould, ambassadeur à Bangkok. Exposés au Crystal Palace, les siamois attirent l'attention au milieu des british shorthair et des persans. Le roi de Siam prit l'habitude d'offrir des siamois aux diplomates, ce qui permit d'implanter la race en Grande-Bretagne, dont le premier standard est écrit dès 1889. En France, un premier couple, ramené de Thaïlande par Auguste Pavie, est détenu par le Jardin des Plantes, mais ce n'est qu'à partir de 1896 que la race réussit à s'implanter et dans les années 1920 à prospérer.
En premier lieu, seuls les seal point sont reconnus mais les naissances de chatons chocolat point, bleu point et lilac point surviennent régulièrement. Dans les années 1930, la queue nouée, c'est-à-dire qui forme un anneau, est interdite. Après la Seconde Guerre mondiale qui ralentit fortement l'élevage félin, le siamois devint une race à la mode, et des éleveurs se mirent à « produire » sans se soucier de la qualité.
Dans les années 1970, les éleveurs accentuent les caractéristiques physiques du siamois. Aux États-Unis, les éleveurs développent un chat au corps très fin, avec des pattes de plus en plus longues et une tête au museau en pointe. Ce siamois surtypé ne rencontre pas son public, notamment en Europe, et présente des problèmes de santé (prognatisme, pancréatite). Les éleveurs américains revinrent à une morphologie plus équilibrée. En Angleterre, les oreilles deviennent plus basses et plus grandes, formant un triangle équilatéral avec le menton, et la forme des yeux évolue vers une forme orientale, en amande oblique. En France, les éleveurs cherchent le compromis entre les types américain et anglais.

## Standards

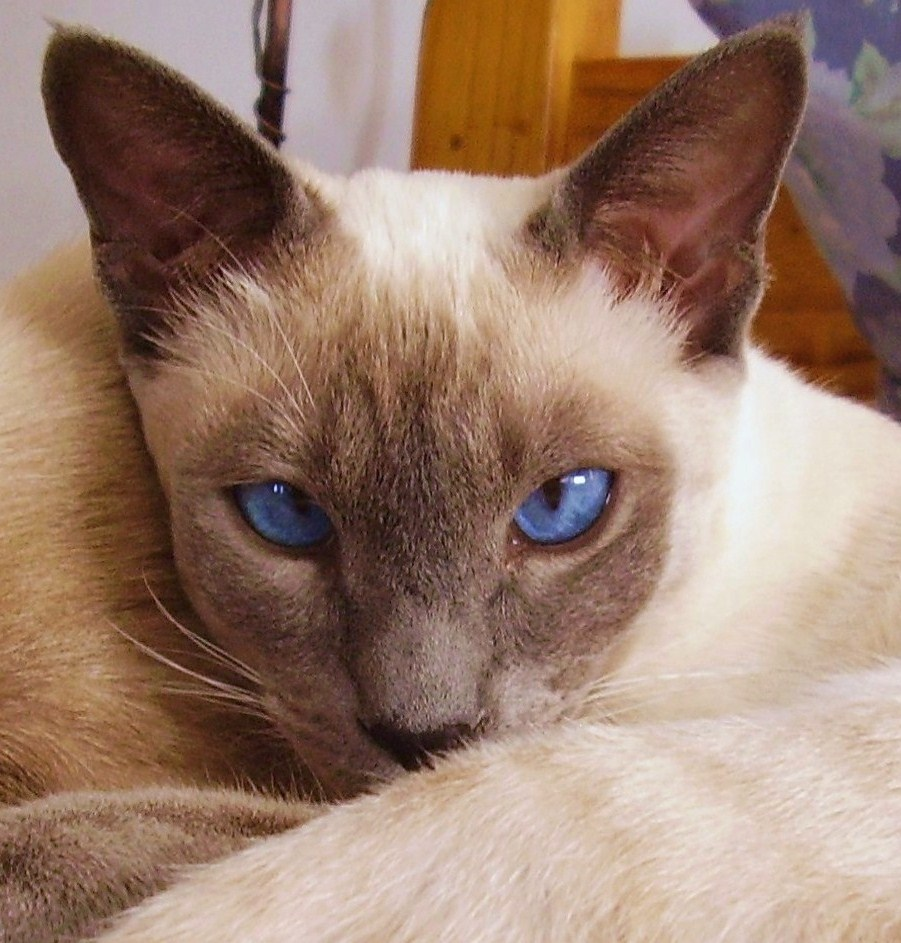
Le siamois a une tête triangulaire ainsi que des grandes oreilles.

### Tête
La tête, de taille moyenne, est longue et de forme triangulaire. Le nez, long et droit, dont l'extrémité ne doit pas être étroite, s'inscrit dans le triangle de la tête, sans pinch. Le crâne et le front sont plats ou légèrement arrondis. Les joues sont plates et les bajoues sont autorisées pour les mâles adultes uniquement. Le profil peut être soit droit, soit légèrement convexe, soit « à deux plans », c'est-à-dire que le plan du front prolonge celui du nez, sans cassure. Les mâchoires sont moyennes. Le menton est ferme, en ligne avec le bout du nez.
De taille moyenne, les yeux sont d'un bleu profond, en amandes, bien espacés et inclinés vers le nez. Les oreilles forment l'extrémité du triangle de la tête. Elles sont grandes, larges à la base et bien espacées.

### Corps
Le siamois est un chat de type longiligne, de taille moyenne, au corps svelte et bien musclé. Il mesure sans la queue de 35 à 50 cm de long. Le chat doit être en bonne condition physique et sa finesse ne doit pas être de la maigreur. L'ossature est fine et la musculature souple et ferme. L'encolure est longue et fine et élégante. La forme du corps est décrite comme tubulaire. Les épaules et les hanches sont de même largeur. La taille de la queue doit être bien proportionnée avec la longueur du corps et la hauteur des pattes. En forme de fouet, longue et fine, elle se termine en pointe.
Longues, les pattes sont en harmonie avec la longueur du corps. Les pattes sont fines et avec des postérieures légèrement plus hautes que les antérieures et des petits pieds ovales.

### Robe et fourrure

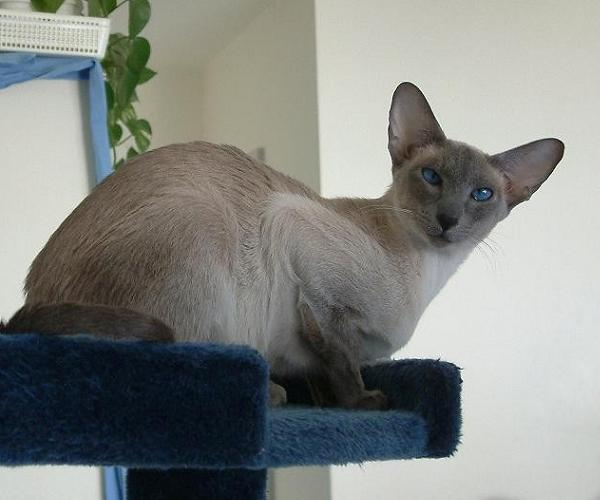
Siamois blue point.

La fourrure est courte, près du corps, lustrée. Au toucher, elle est fine et soyeuse. Un siamois dit « variant », né d'un balinais ou d'un mandarin, peut présenter une fourrure plus longue et une texture de poils moins fine. Le seul patron autorisé est le colourpoint. Le contraste doit être net entre les zones colorées et les zones claires. La couleur est homogène sur l'ensemble du corps, bien qu'en concours l'âge du chat soit pris en compte : un chaton a souvent des marques incomplètement développées, tandis qu'un chat âgé peut présenter des ombres sur les parties claires du corps. Il ne doit pas y avoir de poils blancs dans les zones de couleur. Le masque du visage ne doit pas s'étendre sur toute la tête.Les marques fantômes sont tolérées chez les chats tabby et les chats de moins de 12 mois.
Toutes les couleurs sont reconnues par le LOOF : les couleurs classiques (seal, chocolat, bleu, lilas), avec présence ou pas de marquage tabby, blanc, le roux, le crème, l'écaille de tortue), le silver et le smoke sont également acceptés.
Aux États-Unis par contre, seulement quatre colorations sont autorisées : noir, bleu, chocolat, et lilas. La CFA fait une exception et les siamois d'autres couleurs sont appelés colorpoint shorthair.
Depuis peu, il existe des Siamois bicolores que l'on nomme seychellois ou siamois bicolore.

Tous les chatons siamois, bien qu'intégralement blancs à la naissance, développent des colorations visibles dès les premiers jours sur les parties les moins chaudes du corps. Quelques jours ou quelques semaines sont ainsi nécessaires à la détermination de la couleur du chat.

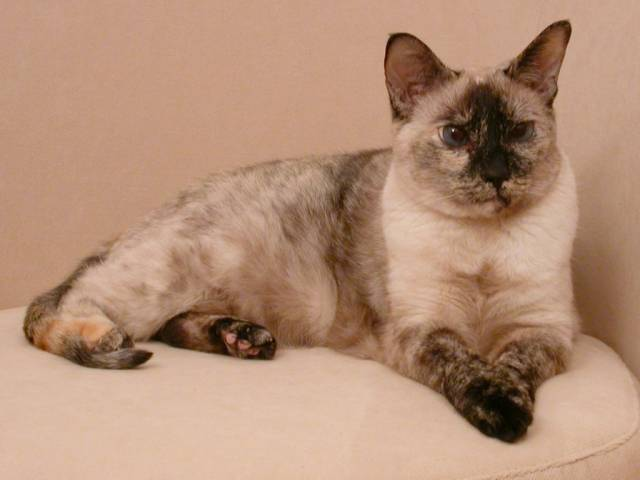
Siamois écaille de tortue.

Des taches blanches sur les parties colorées du corps (hors chats particolores), un nez ou des coussinets dépigmentés, les anomalies de la queue et une couleur d'yeux autre que bleu sont éliminatoires en exposition. Des yeux ronds, un museau court, un pinch, une cassure dans le profil, une tête ronde et large, des pattes courtes, une ossature lourde ou encore un corps court et massif sont quelques-uns des défauts pénalisants.
Le LOOF autorise les mariages avec l'oriental, le mandarin et le balinais.

## Santé
Pour un article plus général, voir Chat.
Des études basées sur des données provenant de compagnies d'assurance suédoises, ont démontré que les Siamois et ses races dérivées ont un taux élevé de mortalité comparé aux autres races. La majorité des décès sont dus à des néoplasmes et à des tumeurs mammaires. Les Siamois ont également un fort taux de morbidité. L'espèce est plus soumise aux problèmes gastro-intestinaux, mais peut être aussi fragilisée par des maladies des voies urinaires inférieures.
Si beaucoup de Siamois louchaient il y a encore quelque temps (afin de compenser une connexion anormale du chiasme optique, résultant de l'allèle albinos à l'origine de la coloration des parties les moins chaudes du corps), les sélections effectuées par les éleveurs depuis des années ont quasiment fait disparaître les problèmes de strabisme chez le siamois.

### Amyloïdose féline
Une recherche mondiale a été lancée par plusieurs laboratoires européens et américains . Ceux-ci sont sensibilisés sur une maladie qui touche la race des siamois et des orientaux : amyloïdose féline, dite " familiale" . Cette maladie touche surtout les chats âgés d'un an à cinq ans. Mais cela peut arriver que des chats plus âgés déclenchent cette maladie. Les principaux symptômes se révèlent sous l'aspect d'une insuffisance rénale (très suspecte si le sujet est jeune) ou sous l'aspect d'une hémorragie interne au foie ou au pancréas. Des études ont démontré que cette maladie pouvait être également présente dans différents organes de l'animal, tel que l'utérus par ex. L'amyloïdose est une maladie génétique qui touche principalement les races Siamois, Abyssin et Orientaux chez les chats. Il s'agit d'une protéine qui se dépose de façon importante soit dans les reins ou dans le foie / pancréas et qui provoque des dérèglements internes. Le mode déclencheur n'est pas connu encore. Son mode de transmission n'est pas connu complètement. Certaines thèses accréditent une transmission polygénique. Les différents laboratoires qui sont sensibilisés sur cette recherche tentent de mettre au point un test génétique pour détecter la maladie, ils encouragent les éleveurs de siamois et d'orientaux à participer à la recherche. Ceux-ci peuvent envoyer des prélèvements de tissus de leurs chats ou des échantillons de sang. Récemment[Quand ?], la fondation Winn Foudation (fondation internationale) a accordé un crédit supplémentaire pour financer cette recherche. Un célèbre club de race américain a également mobilisé ses membres sur cette cause en réalisant un calendrier. Ce calendrier a été vendu dans le monde entier et ont permis la récolte de 7500 $. Les bénéfices ont été reversés à la recherche.

## Caractère

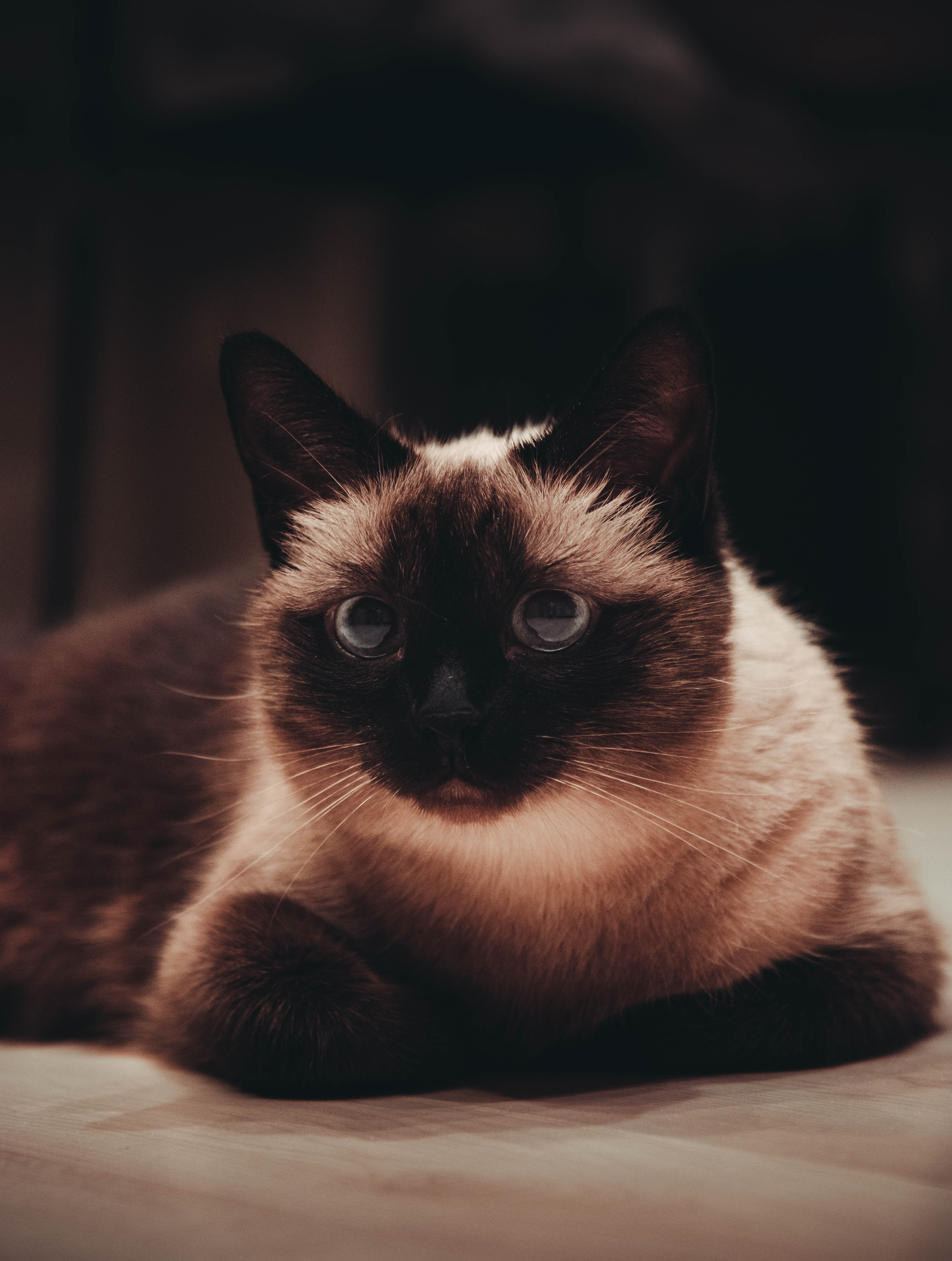
Siamois aux pupilles dilatées.

En général, le siamois est très proche de son propriétaire. Certaines personnes disent converser avec leur siamois ; ce dernier peut être très bavard et communicatif. C'est un chat intelligent et affectueux.
Il vient dès qu'on l'appelle, comprend vite les interdictions et a tendance à suivre son compagnon humain spontanément et dans de nombreux cas systématiquement. On peut aisément lui apprendre à marcher en laisse et l'emmener partout, même en vacances, car, contrairement à la majorité des autres chats, il développe un attachement à l'humain plutôt qu'à un territoire. Très attaché à son maître, il supporte mal la solitude. Il choisit généralement une personne dans le foyer et ne la quitte plus. Pour toutes ces raisons, on dit qu'ils sont des « chats-chiens ».

## Génétique

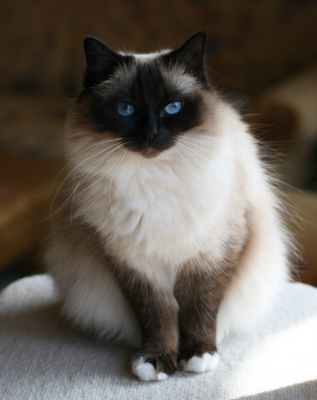
Sacré de Birmanie.

Des recherches génétiques menées par l'université de Californie à Davis ont rapporté la présence à très faible fréquence de l'allèle récessif responsable du gantage blanc du sacré de Birmanie chez le siamois. Un test génétique spécifique existe afin de détecter le gène de gantage birman.